# Anthony Washington
Anthony Washington, född 16 januari 1966 i Glasgow i Montana, är en amerikansk före detta friidrottare (diskuskastare).
Washington deltog i tre olympiska spel och var som bäst vid OS 1996 i Atlanta där han blev fyra. Washingtons främsta merit är VM-guldet vid VM 1999 i Sevilla. Hans personliga rekord är 71,14.